# Râul Izvorani
Râul Izvorani este unul afluent al râului Argeș. 